# Sigismund von Dzialowski

Sigismund von Dzialowski

Sigismund von Dzialowski (polnisch Zygmunt Działowski; * 4. August 1843 in Mgowo bei Toruń; † 16. Februar 1878 in Berlin) war Gutsbesitzer und Mitglied des deutschen Reichstags.

## Leben
Dzialowski hatte ein Studium in Krakau abgebrochen und war Gutsbesitzer in Mgowo bei Thorn.
Dzialowski betätigte sich auch als Archäologe. Auf Empfehlung der Posener Gesellschaft der Freunde der Wissenschaft  nahm er 1874 an einem archäologischen Kongress in Kiew teil, wo er als Einziger in polnischer Sprache vortrug. Im selben Jahr lud er den Geologen und Archäologen Gotfryd Ossowski zu Forschungen nach Thorn ein.
Von 1877 bis zu seinem Tode war er Mitglied des Deutschen Reichstages für die Polnische Fraktion und den Reichstagswahlkreis Regierungsbezirk Danzig 4 (Neustadt, Karthaus).